# Вулканогенні сульфідні рудні родовища

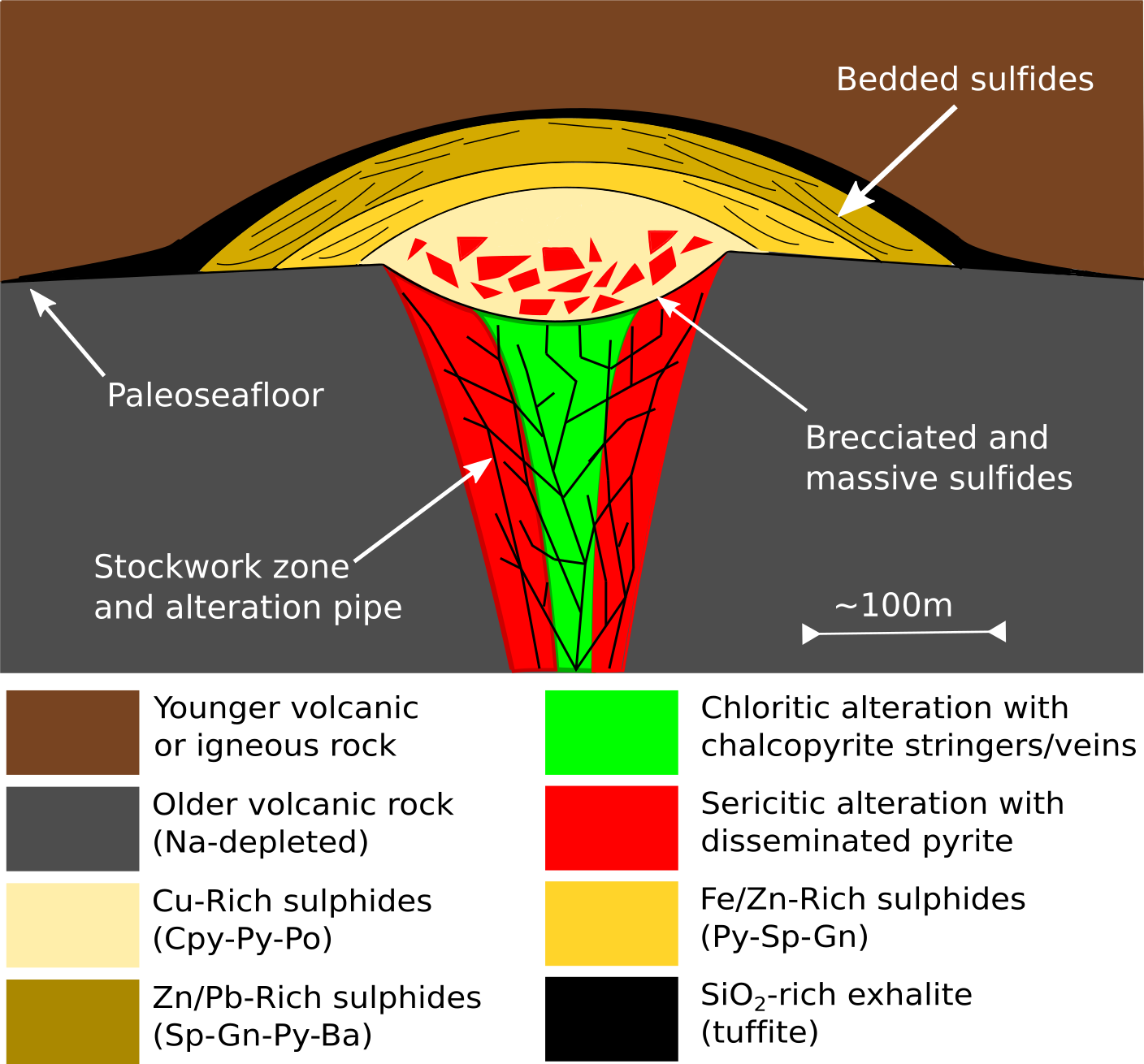
Поперечний переріз типового вулканогенного масивного сульфідного (VMS) родовища руди, як видно з осадових літописів

Вулканогенні масивні родовища сульфідної руди, також відомі як родовища VMS-руди, є типом родовища металічних сульфідних руд, головним чином мідно-цинкових, які пов'язані з гідротермальними подіями, пов'язаними з вулканічними діями, у підводних середовищах.
Густина гірничих масивів таких родовищ зазвичай становить 4500 кг/м3. Це переважно стратиформні скупчення сульфідних мінералів, які випадають з гідротермальних флюїдів на або під морським дном у широкому діапазоні стародавніх і сучасних геологічних умов. У сучасних океанах вони є синонімом сірчаних шлейфів, які називаються чорними курцями.
Вони трапляються в середовищах, де переважають вулканічні породи або породи вулканічного походження (наприклад, вулкано-осадові), а відкладення є одновіковими та збігаються з утворенням зазначених вулканічних порід. Як клас, вони є значним джерелом світових руд міді, цинку, свинцю, золота та срібла, а також кобальту, олова, барію, сірки, селену, марганцю, кадмію, індію, бісмуту, телуру, галію та германію як супутні або побічні продукти.
Вулканогенні масивні сульфідні відкладення формуються сьогодні на морському дні навколо підводних вулканів уздовж багатьох серединно-океанічних хребтів, а також у задугових басейнах і переддугових рифтах. Компанії з розвідки корисних копалин розвідують масивні сульфідні родовища на морському дні; однак більшість досліджень зосереджено на пошуку наземних еквівалентів цих родовищ.
Тісний зв'язок із вулканічними породами та центрами виверження відрізняє родовища VMS від подібних типів рудних родовищ, які мають подібні процеси джерела, транспорту та пастки. Вулканогенні масивні сульфідні родовища відрізняються тим, що рудні родовища формуються в тісному часовому зв'язку з підводним вулканізмом і формуються гідротермальною циркуляцією та видиханням сульфідів, які не залежать від осадових процесів, що відрізняє родовища VMS від осадових ексгалятивних родовищ (SEDEX).
Існує підклас відкладень VMS, масивні сульфідні відкладення, що містяться в вулканічних і осадових породах (VSHMS), які мають спільні характеристики, які є гібридом між відкладеннями VMS і SEDEX. Яскраві приклади цього класу включають родовища Батерст Майнінг Кемп, Нью-Брансвік, Канада (наприклад, Брансвік № 12); родовища Іберійського піритового поясу, Португалія та Іспанія, і родовище Росомахи, Юкон, Канада.

## Інтернет-ресурси
- The dawn of deep ocean mining, Steven Scott, Feb. 2006
- Treatise on Geochemistry (Second Edition) Volume 13, 2014, Pages 463—488 Treatise on Geochemistry 13.18 — Volcanogenic Massive Sulfide Deposits
- Rethinking the Ancient Sulfur Cycle Annual Review of Earth and Planetary Sciences; Vol. 43:593-622 (Volume publication date May 2015)